# Roerende voorheffing
De roerende voorheffing is in België een voorschot (voorheffing) op de personenbelasting die geheven wordt op inkomsten uit roerende goederen zoals obligaties, beleggingsfondsen, aandelen en spaarboekjes. In België wordt de term "goederen" ook gebruikt voor sommige niet-tastbare waarden. De roerende inkomsten bestaan voornamelijk uit intresten uit obligaties, dividenden uit aandelen, of winsten bij het verkopen van beleggingsfondsen die hoofdzakelijk bestaan uit obligaties. De belasting wordt ingehouden door de bank, de onderneming of de vennootschap die de intrest of het dividend uitkeert. Het uitbetalend organisme moet de belasting binnen de 15 dagen doorstorten naar de overheid. De gewone aanslagvoet bedraagt sinds 2017 30%. Gewone spaarboekjes worden belast aan 15% voor intresten boven een minimum bedrag. Er geldt een vrijstelling die ieder jaar door de belastingadministratie wordt bepaald. Intresten op spaarboekjes van minderjarige kinderen worden bijgeteld bij de ouders.
Ondernemingen of organisaties geven de ontvangen roerende inkomsten aan via de bedrijfsboekhouding (Biztax) en worden belast via de vennootschapsbelasting of de rechtspersonenbelasting.

## Algemene principes
| Jaar van inkomsten | Vrijstelling |
| ------------------ | ------------ |
| 2025-2029          | € 1.050      |
| 2024               | € 1.020      |
| 2020-2023          | € 980        |
| 2019               | € 990        |
| 2018               | € 940        |
| 2013-2017          | € 1.880      |
| 2012               | € 1.830      |
| 2011               | € 1.770      |

Deze roerende voorheffing is voor particulieren sinds 1984 bevrijdend of libertoir. Dat wil zeggen dat er in principe geen verrekening met de personenbelasting gebeurt. Er is geen aangifteplicht voor de ontvanger van intresten of dividenden die deze voorheffing ondergaan hebben. Voor de meeste belastingplichtigen is de marginale aanslagvoet hoger dan de roerende voorheffing en worden deze interesten niet aangegeven.
Personen die onder het minimum belastbaar inkomen vallen (belastingvrije som) kunnen een terugbetaling aanvragen. Personen met een belastbaar inkomen lager dan ongeveer € 13.440 (marginale aanslagvoet van 25%) kunnen deze roerende inkomsten aangeven in de personenbelasting om een gedeeltelijke terugbetaling mogelijk te maken. De belastingschaal in de personenbelasting van 30% werd afgeschaft vanaf het aanslagjaar 2019, de grensbedragen werden tevens verhoogd.
Wanneer bepaalde roerende inkomsten niet vooraf werden aangegeven moeten ze alsnog apart worden ingebracht in de personenbelasting. Sinds 19 oktober 2020 is er een nieuwe registratie mogelijk via MyMinFin.
De grensbedragen voor de aftrekposten worden in principe ieder jaar geïndexeerd. De regering De Wever heeft de bedragen voor de inkomsten 2025 retroactief teruggedraaid naar de bedragen van 2024, als deel van het paasakkoord, met vooral een impact voor spaarders en beleggers.

## Geschiedenis
| Jaar van inkomsten | Aanslagvoet |
| ------------------ | ----------- |
| 2017-              | 30%         |
| 2016               | 27%         |
| 2013-2015          | 25%         |
| 2012               | 21%         |
| 1995-2011          | 15%         |
| 1994               | 13%         |
| 1990-1993          | 10%         |
| ?-1990             | 25%         |

De belastingvoet voor roerende inkomsten werd in de loop der jaren voortdurend aangepast, maar was nooit hoger dan 30%. (art. 269, 1° WIB 1992; zie tabel).
Voor de inkomsten van 2012 werd er eenmalig een aangifteplicht ingevoerd, plus een dematerialisatietaks van 1%. Voor personen die meer dan € 20.020 aan jaarlijkse roerende inkomsten genoten werd een extra taks van 4% boven het standaardtarief van 21% geheven op het supplementaire bedrag. Men kon vrijgesteld worden van de aangifteplicht door onmiddellijk 25% voorheffing te betalen. Sinds 2013 werd de roerende voorheffing terug bevrijdend en was er opnieuw geen aangifteplicht meer.
Sinds 2013 was er voor zowel interesten als voor dividenden een roerende voorheffing van 25% van toepassing. Hierop zijn slechts enkele uitzonderingen: gereglementeerde spaarboekjes, bepaalde overheidsobligaties (Leterme-bon) en vastgoedbevaks die in residentieel vastgoed investeren, met een tarief van 15%.
Voor 2016 gold er een roerende voorheffing van 27%.
Vanaf 2017 geldt een roerende voorheffing van 30%. Bepaalde uitzonderingen (spaarboekjes, staatsbonds) blijven evenwel van kracht, waar het tarief 15% blijft.
Tot 1990 was er al een roerende voorheffing van 25% (merk op dat we in die periode extreem hoge intrestvoeten hadden vanwege de hoge inflatie en de zwakke economie). Nadien werd het belastingtarief verminderd tot 10, 13 en 15% om het nationaal sparen aan te moedigen, en om de kapitaalvlucht te ontmoedigen (couponnetjestoerisme, het onbelast interesten ontvangen in het buitenland, was toen eenvoudig omdat er nog geen internationale uitwisseling was van bankrekeningsaldi tussen de banken en de overheid). Dit fiscaal toerisme was niet meer mogelijk na 2006. Belastingplichtigen moeten sindsdien buitenlandse rekeningen aangeven. Sinds 2017 hebben (buitenlandse) banken de verplichting om de saldi van internationale rekeningen aan de respectievelijke fiscale administraties door te geven.
In het inkomstenjaar 2018 was er een speciale effectentaks, die 226 miljoen euro opbracht. Na betwisting werd de belasting in 2019 afgeschaft en onder een nieuwe regeling terug ingevoerd in 2020.
De politiek slaagt er blijkbaar niet in om een eensgezind standpunt te hanteren over belasting uit vermogen. Sommige politieke partijen zouden de volledige roerende voorheffing willen laten verrekenen via de belastingaangifte, waardoor roerende inkomsten zouden worden belast aan de marginale aanslagvoet (welke voor veel burgers 45 of 50% zou bedragen). Dit zou betekenen dat er opnieuw een aangifteplicht zou worden ingevoerd en dat de belastingdruk op roerend goed met 15-20% zou toenemen.
Vincent Van Peteghem stelde in 2024 voor om de speciale roerende taksen (taks op beursverrichtingen, taks op effectenrekening, taks op langetermijnsparen) af te schaffen en de gewone roerende voorheffing te verminderen tot 25%.

## Vormen van roerende belasting
Roerende belasting bestaat in diverse vormen en varianten.

### Spaarboekjes
Inkomsten uit wettelijk gereglementeerde spaarboekjes moeten boven een bepaald bedrag worden aangegeven in de personenbelasting. Hiervoor gold tot het inkomstenjaar 2017 een vrijstelling tot € 1.880 aan (gecumuleerde bruto) jaarlijkse intresten, met een effectieve belasting van 15% op het deel boven het vrijgestelde bedrag. Hierbij worden de intresten van meerdere boekjes samengeteld. Met de extreem lage rentevoeten worden de meeste burgers vrijgesteld van deze verplichting.
De vrijstelling werd vanaf aanslagjaar 2019 (inkomsten 2018) verlaagd. Ter compensatie kwam er een gedeeltelijke vrijstelling op roerende voorheffing op dividenden, om het beleggen in aandelen aan te moedigen, te verrekenen via de personenbelasting. Wegens de coronacrisis heeft de regering-De Croo voor de inkomsten 2020-2023 in november 2020 het bedrag van de vrijstelling op spaarboekjes retroactief verlaagd van € 990 tot € 980 en op aandelen van € 812 tot € 800. De bedragen van de vrijstelling worden in principe ieder jaar herzien.
In 2024 heeft de Europese Commissie een klacht ingediend bij het Hof van Justitie tegen deze vrijstelling omdat buitenlandse banken hierdoor benadeeld zouden worden.

### Aandelen en obligaties
| Jaar van inkomsten | Bruto vrijstelling | Maximum netto teruggave |
| ------------------ | ------------------ | ----------------------- |
| 2025-2029          | € 859              | € 257,70                |
| 2024               | € 833              | € 249,90                |
| 2019-2023          | € 800              | € 240                   |
| 2018               | € 640              | € 192                   |

Dividenden van coöperatieve aandelen werden tot 2017 aan de bron vrijgesteld van belastingen tot een bedrag van € 190 per belastingplichtige. Vanaf inkomstenjaar 2018 worden deze dividenden eveneens aan de bron belast door de coöperatieve onderneming en kan de voorheffing, net als voor de andere dividenden, tot een bepaald bedrag worden gerecupereerd via de personenbelasting. Dit geldt alleen voor gewone aandelen (met inbegrip van buitenlandse aandelen) en dus niet voor trackers of beleggingsfondsen zoals beveks of tak 23 rekeningen. In november 2020 werd dit voor het aanslagjaar 2020 retroactief teruggebracht van € 812 naar € 800. Met het paasakkoord van 2025 werd het grensbedrag voor de inkomsten 2025-2029 teruggedraaid van € 859 naar € 833.

### Beurstaks
Dit is een belasting op bepaalde beurstransacties.

### Effectentaks
Sinds het inkomstenjaar 2018 was een jaarlijkse effectentaks (taks op effectenrekeningen) van 0,15% verschuldigd op het totale kapitaal van effectenrekeningen per belastingplichtige als het gemiddelde totaal belastbaar kapitaal tijdens vier kwartalen ten minste € 500.000 bedraagt. Gezamenlijke effectenrekeningen worden hierbij virtueel verdeeld over de mandatarissen. Koppels werden dus tot € 1.000.000 niet extra belast. Pensioenrekeningen, levensverzekeringen en een aantal andere beleggingen werden niet in aanmerking genomen. De belastingplichtige droeg zelf de verantwoordelijkheid voor de aangifte en de betaling van de eventuele effectenbelasting. De afrekening gebeurde op 30 september. Als er maar een enkele bank betrokken was, stortte de bank automatisch het verschuldigde bedrag door naar de overheid. Waren meerdere banken betrokken dan kon de rekeninghouder bij iedere bank een opt-in registreren waardoor de belasting aan de bron werd ingehouden. Als er geen opt-in was moest de rekeninghouder zelf zorgen voor de aangifte en vereffening van de taks. Indien het totaalbedrag over alle banken minder dan € 500.000 bedroeg moest de belastingplichtige niets doen. De verrekening gebeurde buiten de personenbelasting maar houders van meerdere effectenrekeningen moesten dit feit wel verplicht aangeven op hun belastingaangifte. De administratie van deze belasting was aldus uiterst complex.
De bedoeling van de effectentaks was een verschuiving van belasting op arbeid naar belasting op kapitalen. Er was kritiek op de effectentaks dat ze niet eerlijk zou zijn omdat bepaalde beleggingen niet werden belast, namelijk effecten op naam (buiten effectenrekening), vastgoedcertificaten en afgeleide producten zonder waarborg (swaps, opties, turbo's e.d.). Er was tevens onduidelijkheid tussen banken over blote eigenaars en vruchtgebruikers. Buitenlandse banken werden ook administratief benadeeld. Ten slotte kon de taks door de belegger eenvoudig vermeden worden door bijvoorbeeld schenkingen van ouders aan kinderen, wat alleen kon als kinderen meerderjarig zijn.
Het Grondwettelijk Hof verklaarde de belasting in oktober 2019 nietig na een klacht van zeven benadeelden. De taks kon niet meer worden ingehouden na de referentieperiode die eindigde op 30 september 2019. Geïnde belastingen kunnen echter niet worden teruggevorderd, tenzij bij een foutieve aanslag.
In 2020 besliste de regering-De Croo, op voorstel van de minister van Financiën Vincent Van Peteghem, om een solidariteitsbijdrage in te voeren, ten gunste van de gezondheidszorg, op basis van een effectentaks van 0,15% vanaf een kapitaal van 1 miljoen euro per effectenrekening. Dit zou gelden voor alle soorten effecten en ook voor vennootschappen en andere entiteiten (zoals vakbonden, die geen rechtspersoonlijkheid hebben) die houder zijn van een effectenrekening zoals gemeentebesturen en universiteiten, behalve voor aandelen op naam. De enige uitzondering zouden banken zijn, door de aard van hun activiteiten. Opnieuw formuleerde de Raad van State in december 2020 enkele bezwaren. De gewijzigde taks werd in 2021 opnieuw van kracht. In 2023 raakte bekend dat hoofdzakelijk privépersonen en ondernemingen met een effectenrekening van 1-5 miljoen euro geïmpacteerd zijn, zoals voorspeld door de PVDA. Vermogens van meer dan 5 miljoen euro blijven buiten schot omdat ze niet in effectendossiers belegd zijn. Die gebruiken aandelen op naam, holdings, vastgoed of via een vennootschap. Voor de belastingaangifte 2021 bracht de taks 424,9 miljoen euro op wat slechts iets minder is dan de 428,7 miljoen die begroot werd. In 2023 bedroeg de opbrengst 386 miljoen euro.
Bij de ultieme onderhandelingen van de Arizona-formatie in januari 2025 werd het idee geopperd om een solidariteitsbijdrage in te voeren (om het geen effectentaks te noemen; MR wilde niet horen van nieuwe belastingen).

### Andere roerende inkomsten
De opbrengst van de verhuur van tastbare roerende goederen, zoals schepen, auto's of toneelkostuums worden ook als roerende inkomsten beschouwd. In dit geval zijn veel situaties waarin er vrijstelling van roerende voorheffing voorzien is. Met name wanneer deze opbrengsten inbegrepen zijn in de boekhouding van een onderneming, maken zij gewoon deel uit van de belastbare winst.

## Meervoudige internationale afhouding
Voor beroeps- en onroerende inkomsten uit Duitsland, Frankrijk, Italië, Luxemburg en Nederland mag de belastingplichtige de meest gunstige verrekening kiezen. Frankrijk heft een gereduceerde taks van 12,80% i.p.v. 30% voor Belgische aandeelhouders van Franse aandelen. Belgen kunnen een deel van de ten onrechte afgehouden voorheffing terugvorderen mits een complexe en kostelijke procedure waarbij ze dan toch nog extra Belgische voorheffing moeten betalen op het teruggevorderde bedrag. Zie belastingverdrag voor de internationale aspecten van de roerende voorheffing.

## Fiscale fraude
In 2004 werd een eerste bevrijdende aangifte ingevoerd om regularisatie van buitenlandse kapitalen en zwart geld mogelijk te maken mits het betalen van een eenmalige boete van 6 of 9% als voorbereiding van de Europese Spaarrichtlijn vanaf 1 juli 2005. Vanaf 2006 volgende nog een fiscale regularisatie (amnestie-bis) met een belastingtoeslag van 10%.
Vanaf 2008 werden effecten op papier afgeschaft, waardoor systematisch alle effecten op een effectenrekening werden geregistreerd (dematerialisatie).
Om onderzoek naar fiscale fraude mogelijk te maken heeft de regering in 2020 de banken verplicht om de saldi van de bankrekeningen jaarlijks door te geven aan het Centraal Aanspreekpunt (CAP). De Gegevensbeschermingsautoriteit heeft hierover een negatief advies gegeven.